# Loxstedt
Loxstedt est une ville allemande située au nord du pays, dans l'arrondissement de Cuxhaven du Land de Basse-Saxe.

## Histoire
Loxstedt a été mentionnée pour la première fois dans un document officiel en 1059 sous le nom de Lacstidi.

## Quartiers
- Hahnenknoop

### Évolution démographique
| Année     | 1987   | 1992   | 1997   | 2002   | 2007   | 2008   | 2009   | 2010   | 2011   |
| --------- | ------ | ------ | ------ | ------ | ------ | ------ | ------ | ------ | ------ |
| Habitants | 14 636 | 15 254 | 16 246 | 16 676 | 16 084 | 16 110 | 16 152 | 16 126 | 16 048 |

## Personnalités liées à la ville
- Albert de Buxhoeveden (1165-1229), évêque né à Bexhövede.
- Wilhelm Dieckmann (1893-1944), militaire allemand né à Stotel.

## Jumelage
- Schwaan (Allemagne) depuis 1990